# Augustissimae Virginis Mariae
In der Enzyklika Augustissimae virginis mariae (Erhabene Jungfrau Maria) beschreibt Papst Leo XIII. am 12. August 1897 die „Rosenkranzbruderschaft und die Engel des Himmels“.

## Die besondere Stellung der Gottesmutter Maria
Der Papst weist der Gottesmutter Maria im Geheimnis der Menschwerdung Christi eine bedeutende und göttliche Stellung zu. Wie auch schon in seinen vorausgegangenen Rosenkranzenzykliken bestätigt er Maria als die Vermittlerin zu Gott und  hebt die Dogmatisierung der „Unbefleckten Empfängnis“ hervor. Seine Schlussfolgerung hieraus mündet in der Aufforderung, dass „wir dem Beispiel Christus folgen müssten“.

## Der Rosenkranzmonat
Erneut unterstreicht er den Oktober als den Rosenkranzmonat und fordert alle Katholiken auf, in aller Ernsthaftigkeit den Rosenkranz zu beten. Das Rosenkranzgebet stelle eine besondere Form des Gebetes dar und solle gerade am Ende dieses Jahrhunderts zum Ziel haben, die Frömmigkeit zu vertiefen.

## Zur Rosenkranzbruderschaft
Zu den Rosenkranzbruderschaften führt er aus, dass es viele nützliche Gründe für die Katholiken gebe, sich in diese Organisationen einzubringen, erzeugen sie doch ein Zusammengehörigkeitsgefühl und lassen Solidarität erwachsen. Es solle daher angestrebt werden, dass in jeder Gemeinde eine solche Bruderschaft gegründet werde. Der Papst weist den Bruderschaften und besonders den Rosenkranzbruderschaften einen überragenden Platz in der Gesellschaft zu.

## Gebet zu den Heiligen
Im Rosenkranzgebet würde nicht nur zur Gottesmutter gebetet, sondern auch der „Dreieinigkeit Gottes“ gedacht. Aber so sagt er, würden auch die Heiligen angefleht für uns zu beten – womit er ausdrücklich die Heiligen Engel betont. Schließlich seien es die Engel gewesen, welche an der Geburtsstätte die Geburt des Gottessohnes verkündet hätten und in ihrer Gesamtheit betrachtet zur gesegneten Familie gehören.

## Päpstliche Exhortatio
Nachdem er eine besondere Verantwortung des Papstes unterstrich und den Klerus zur Nachahmung aufforderte, erklärte er in einer Exhortatio, dass die Rosenkranzbruderschaften ganz besonderer Hilfe und Unterstützung bedürfen. Es seien diese Männer, die frische Kräfte entwickeln und das Rosenkranzgebet verbreiten würden, es seien aber auch die, die mit Solidarität, Hoffnung und sozialer Verantwortung gegen das „Übel dieser Welt“ ankämpfen würden.

## Rosenkranzenzykliken
In seinen Rosenkranzenzykliken Supremi apostolatus officio 1883, Superiore anno 1884, Octobri mense  1891, Magnae Dei matris 1892, Laetitiae sanctae 1893, Iucunda semper expectatione 1894 und Fidentem piumque animum 1896 hatte Papst Leo XIII. das Marienbild und Marienverehrung in den Vordergrund gestellt, in dieser Enzyklika widmete er den Rosenkranzbruderschaften seine große Aufmerksamkeit.